# Sepp Freiburghaus
Sepp Freiburghaus, né le 3 février 1987, est un coureur cycliste suisse, spécialiste de VTT et notamment de cross-country eliminator.

## Palmarès en VTT

### Coupe du monde
- Coupe du monde de cross-country eliminator
  - 2012 : vainqueur de la manche de Nove Mesto

### Championnats d'Europe
- Berne 2013
  -  Médaillé de bronze du cross-country eliminator

### Championnats de Suisse
- 2005
  - 2e du cross country juniors

## Palmarès sur route
- 2009
  - 2e du championnat de Suisse du contre-la-montre espoirs
- 2015
  - 2e de Silenen-Amsteg-Bristen